# Список об'єктів Світової спадщини ЮНЕСКО в Ірландії
У списку об'єктів Світової спадщини ЮНЕСКО в Ірландії налічується 2 об'єкти (станом на 2015 рік). Обидва об'єкти включені в список за культурними критеріями. Археологічний ансамбль Бру-на-Бойн, який активно досліджується вченими, складається з декількох об'єктів, найбільші з них також представлені в списку.

## Пояснення до списку
У таблицях нижче об'єкти розташовані у хронологічному порядку їх додавання до списку Світової спадщини ЮНЕСКО.
Кольорами у списку позначено:
На мапах кожному об'єкту відповідає червона позначка (), якщо кілька пам'яток внесені до списку як один об'єкт Світової спадщини, то їх позначено синім () або зеленим ().

## Розташування об'єктів
| Даут та Бру-на-Бойн Ньюгрейндж та Наут Скелліг-Майклclass=notpageimage\| Об'єкти Світової спадщини ЮНЕСКО в Ірландії · |

## Список
| № | Зображення | Назва | Розташування                    | Час створення                | Рік внесення до списку | №                                                 | Критерії   |
| - | ---------- | --- | ------------------------------- | ---------------------------- | ---------------------- | ------------------------------------------------- | ---------- |
| 1 |            | Археологічний ансамбль Бру-на-Бойн: • Даут • Наут • Ньюгрейндж (ірл. Brú na Bóinne, англ. Palace of the Boyne) | графство Міт                    | XXXV—XXXII століття до н. е. | 1993                   | 659 [Архівовано 11 липня 2017 у Wayback Machine.] | i, iii, iv |
| 2 |            | Скелліг-Майкл (ірл. Sceilig Mhichíl, англ. Michael's rock)                                                     | графство Керрі, острови Скелліг | VII століття                 | 1996                   | 757 [Архівовано 11 липня 2017 у Wayback Machine.] | iii, iv    |

## Розташування кандидатів
| Клонмакнойс Дарроу Голі-Айленд Келлське абатство Монастербойс Буррен Céide Fields та Glenamoy Dublin Clonmacnoise Cashel Dún Ailinne Uisneach Rathcroghan Tara · Dun Aonghusa Cahercommaun Caherconree Benagh Staigueclass=notpageimage\| Об'єкти Світової спадщини ЮНЕСКО в Ірландії · |

## Попередній список
| № | Зображення | Назва | Розташування             | Час створення                 | Рік внесення до списку | №                                                  | Критерії      |
| - | ---------- | --- | ------------------------ | ----------------------------- | ---------------------- | -------------------------------------------------- | ------------- |
| 1 |            | Буррен ірл. An Bhoirinn англ. The Burren | графство Клер            | —                             | 2010                   | 5522 [Архівовано 26 березня 2012 у WebCite]        | (v)(viii)     |
| 2 |            | Історичний центр Дубліна англ. The Historic City of Dublin | графство Дублін          | XVIII—XIX ст.                 | 2010                   | 5523 [Архівовано 29 січня 2016 у Wayback Machine.] | (ii)(iv)(vi)  |
| 3 |            | Кейдські поля і Північно-західні болота Мейо ірл. Achaidh Chéide agus Móinte Iarthuaisceart Mhaigh Eo англ. Ceide Fields and North West Mayo Boglands | графство Мейо            | 5,5 тис. років тому           | 2010                   | 5524 [Архівовано 19 квітня 2012 у WebCite]         | (iv)(v)       |
| 4 |            | Західні кам'яні форти: Дун-Енгус, Каеркомман, Каерконрі, Ань-Б'яннах, Ань-Штегь ірл. Caisil an Iarthair: Dún Aonghasa англ. Western Stone Forts: Dún Aengus, Cahercommaun, Caherconree, Benagh, Staigue | західна частина Ірландії | Бронзова доба — Середньовіччя | 2010                   | 5525 [Архівовано 4 червня 2011 у WebCite]          | (iii)(iv)(v)  |
| 5 |            | Монастирське місто Клонмакнойс і його культурний ландшафт ірл. An Chathair mainistreach i gCluain Mhic Nóis agus a Tírdhreacha Cultúrtha англ. The Monastic City of Clonmacnoise and its Cultural Landscape | графство Оффалі          | 545 рік                       | 2010                   | 5526 [Архівовано 19 лютого 2012 у WebCite]         | (iv)(v)       |
| 6 |            | Монастирські поселення раннього середньовіччя: Клонмакнойс, Глендалох, Дарроу, Голі-Айленд, Келлське абатство, Монастербойс ірл. Ceantar Luath Mheánaois Mhainistreach англ. Early Medieval Monastic Sites |                          | раннє середньовіччя           | 2010                   | 5527 [Архівовано 4 червня 2011 у WebCite]          | (iii)(iv)(vi) |
| 7 |            | Королівські місця Ірландії: Скеля Кашел, Дун-Ейлін, Уснех, Рат Круахан, Тара ірл. Tá an Láithreáin Ríoga na hÉireann: Caiseal, Dún Ailinne, Hill of Uisneach, Coimpléasc Ráth Cruachan, agus Tara Coimpléasc англ. The Royal Sites of Ireland: Cashel, Dún Ailinne, Hill of Uisneach, Rathcroghan Complex, and Tara Complex |                          | —                             | 2010                   | 5528 [Архівовано 4 червня 2011 у WebCite]          | (iii)(iv)(vi) |

## Ресурси Інтернету
- Список об'єктів Світової спадщини ЮНЕСКО в Ірландії [Архівовано 29 квітня 2009 у Wayback Machine.] (англ.)
- Каталог посилань по Світовій спадщині в Ірландії [Архівовано 6 березня 2010 у Wayback Machine.] (англ.)
- UNESCO-ICOMOS reactive monitoring mission report on. the Archaeological Ensemble of the Bend of the Boyne. (Ireland) (PDF) (англійською) . ЮНЕСКО. 17-21 February 2004. Архів оригіналу (PDF) за 28 лютого 2011. Процитовано 3 лютого 2009.
- Andrew Halpin, Conor Newman (2006). Ireland: An Oxford Archaeological Guide to Sites from Earliest Times to AD 1600. Oxford University Press. ISBN 0192806718. Архів оригіналу за 16 вересня 2014. Процитовано 6 березня 2010.